# Banu 'Abs
I Banū ʿAbs (Arabo ﺑﻨﻮ ﻋﺒﺲ) sono stati una tribù beduina dell'Arabia centrale.
A tale gruppo appartenne il celebre poeta e guerriero Antara ibn Shaddad al-ʿAbsī, vissuto in epoca preislamica. 
Essi reclamavano la loro discendenza dal mitico Adnan, ancestrale eponimo degli Arabi settentrionali, dediti per lo più al nomadismo e alle attività guerriere, ai danni per lo più di tribù arabe circonvicine.